# Система кольорів Манселла

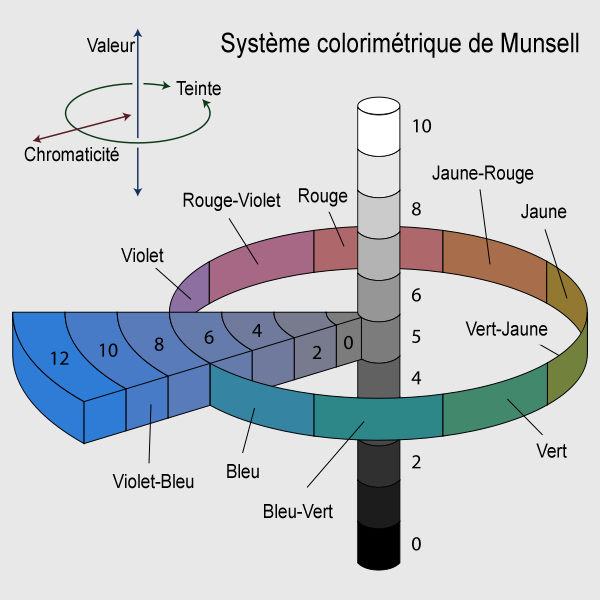
Колірна система Манселла, яка показує: коло відтінків із значенням 5 кольоровості 6; нейтральні значення від 0 до 10; і кольоровість фіолетово-синього (5PB) зі значенням 5.

У колориметрії система кольорів Манселла — це колірний простір, який визначає кольори на основі трьох властивостей кольору: тон (базовий колір), кольоровість (інтенсивність кольору) і значення (світлота). Він був створений Альбертом Х. Манселом у першому десятилітті 20-го століття та прийнятий Міністерством сільського господарства США (USDA), як офіційна система кольорів для дослідження ґрунту в 1930-х роках. 
Кілька попередніх систем упорядкування кольорів поміщали кольори в тривимірну кольорову суцільну форму тієї чи іншої форми, але Манселл був першим, хто розділив відтінок, значення та кольоровість на перцептивно однакові та незалежні виміри, і він був першим, хто проілюстрував кольори систематично в тривимірному просторі. Система Манселла, зокрема пізніші ренотації, базується на строгих вимірюваннях зорових реакцій людей на колір, що ставить її на тверду експериментальну наукову основу. Завдяки цій основі людського зорового сприйняття, система Манселла пережила сучасні моделі кольорів, і хоча для деяких цілей її замінили такі моделі, як CIELAB (L*a*b*) і CIECAM02, вона все ще широко використовується сьогодні. 

## Пояснення

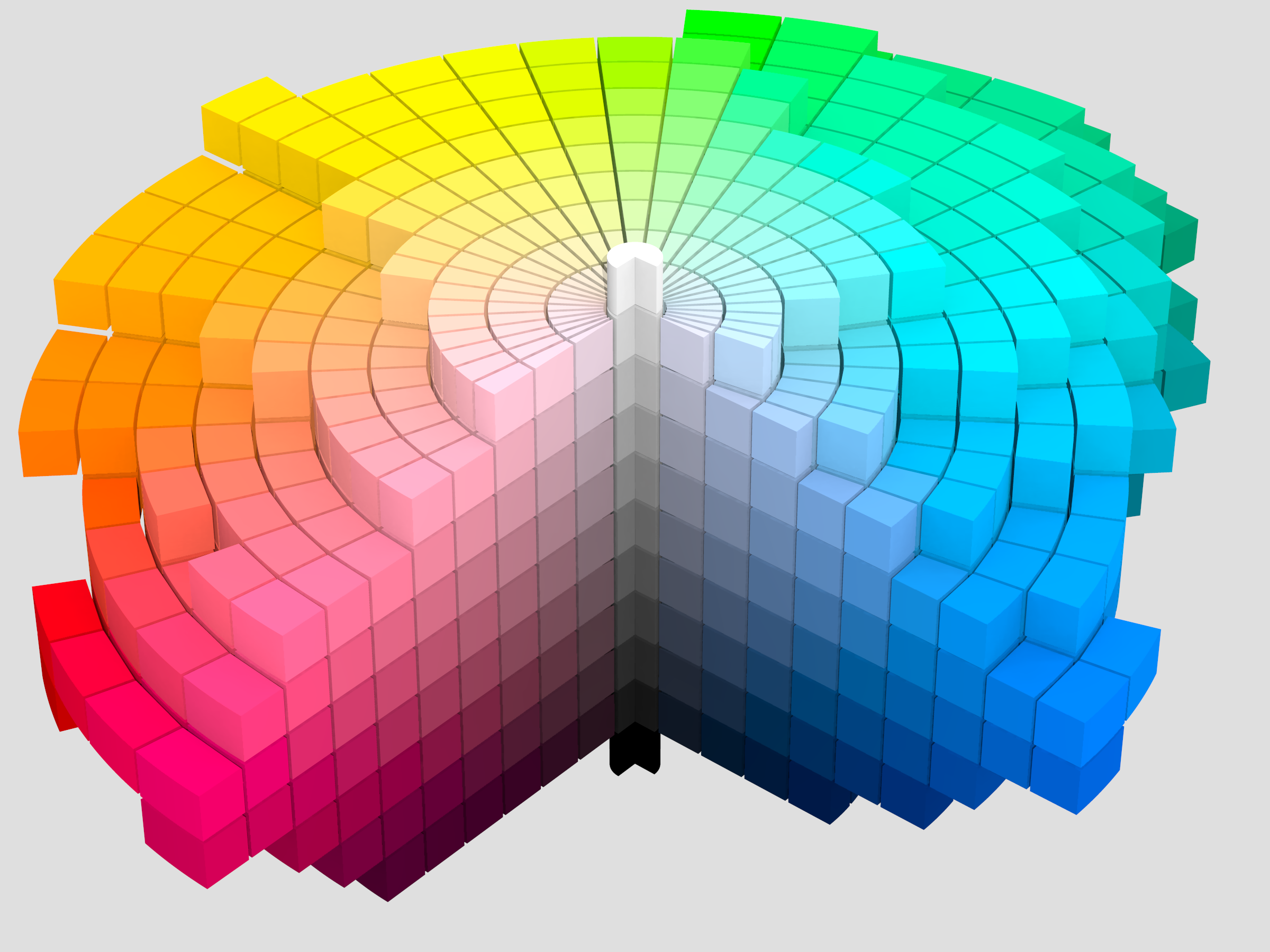
Тривимірне зображення ренотацій Манселла 1943 року (з вирізаною частиною). Зверніть увагу на нерівність форми в порівнянні з попередньою кольоровою сферою Манселла.

Система складається з трьох незалежних властивостей кольору, які можна представити циліндрично у трьох вимірах у вигляді нерегулярного кольорового тіла: 
- відтінок, виміряний у градусах навколо горизонтальних кіл
- кольоровість, виміряна радіально назовні від нейтральної (сірої) вертикальної осі
- значення, виміряне вертикально на циліндрі сердечника від 0 (чорний) до 10 (білий)

Манселл визначив відстань між кольорами вздовж цих розмірів, вимірявши зорові реакції людини. 
У кожному вимірі кольори Манселла настільки близькі до перцепційно однорідних, наскільки він міг їх зробити, що робить отриману форму досить нерегулярною. Як пояснює Манселл:
Бажання відповідати вибраному контуру, такому як піраміда, конус, циліндр чи куб, у поєднанні з відсутністю належних тестів призвело до багатьох спотворених тверджень про співвідношення кольорів, і це стає очевидним, коли фізичне вимірювання значень пігменту та колірності вивчив, що жоден регулярний контур не служитиме.
— Альберт Х. Манселл, «Система пігментних кольорів і нотація» 

#### Відтінок
Кожне горизонтальне коло Манселл розділив на п'ять основних відтінків: червоний, жовтий, зелений, синій і фіолетовий разом із 5 проміжними відтінками (наприклад, YR), що знаходяться посередині між сусідніми основними відтінками. Кожен із цих 10 кроків із названим відтінком, яким присвоєно номер 5, потім розбивається на 10 підетапів, так що 100 відтінків отримують цілі значення. На практиці кольорові діаграми зазвичай визначають 40 відтінків із кроком 2,5, прогресуючи, наприклад, від 10R до 2,5YR. 
Два кольори однакової цінності та насиченість на протилежних сторонах кола відтінків є додатковими кольорами та додають до нейтрального сірого того самого значення. На діаграмі нижче показано 40 рівномірно розташованих відтінків Манселла з доповненнями, вирівняними вертикально. 

#### Значення
Значення, або освітленість, змінюється вертикально вздовж суцільного кольору, від чорного (значення 0) унизу до білого (значення 10) угорі.Нейтральні сірі лежать уздовж вертикальної осі між чорним і білим. Кілька кольорових суцільних тіл перед Манселлом нанесли яскравість від чорного внизу до білого вгорі, з сірим градієнтом між ними, але ці системи нехтували збереженням перцептивної яскравості на горизонтальних зрізах. Замість цього вони нанесли повністю насичений жовтий (світлий) і повністю насичені синій і фіолетовий (темний) уздовж екватора.

#### Колірність
Колірність, виміряна радіально від центру кожного фрагмента, представляє «чистоту» кольору (пов’язану з насиченістю), причому менша кольоровість є менш чистою (більш розмитою, як у пастелі). Зауважте, що не існує внутрішньої верхньої межі кольоровості. Різні області колірного простору мають різні максимальні координати кольоровості. Наприклад, світло-жовті кольори мають значно більший потенціал кольоровості, ніж світло-фіолетові, через природу ока та фізику колірних подразників. Це призвело до широкого діапазону можливих рівнів насиченості — аж до 30-х для деяких комбінацій відтінку та значення (хоча важко або неможливо створити фізичні об’єкти в кольорах такої високої кольоровості, і їх неможливо відтворити на поточних комп’ютерних дисплеях) . Яскраві суцільні кольори знаходяться в діапазоні приблизно 8. 

#### Зазначення кольору
Колір повністю визначається переліком трьох чисел для відтінку, значення та насиченості в такому порядку. Наприклад, фіолетовий середньої яскравості та досить насичений буде 5P 5/10, де 5P означає колір у середині смуги фіолетового відтінку, 5/ означає середнє значення (світлість), а колірність 10 (див. зразок). Ахроматичний колір визначається синтаксисом N V/. Наприклад, середній сірий позначається «N 5/». 
Під час комп’ютерної обробки кольори Манселла перетворюються на набір чисел «HVC». V і C є такими ж, як нормальна кольоровість і значення. Число H (відтінок) перетворюється шляхом відображення кілець відтінків у числа від 0 до 100, де і 0, і 100 відповідають 10RP.[7] 
Оскільки книги Манселла, включно з ренотацією 1943 року, містять лише кольори для деяких точок у просторі Манселла, нетривіально вказати довільний колір у просторі Манселла. Інтерполяція повинна використовуватися для призначення значень некнижковим кольорам, наприклад «2,8Y 6,95/2,3», з наступною інверсією підігнаного перетворення Манселла в xyY. ASTM визначив метод у 2008 році, але відомо, що Centore 2012 працює краще. 

## Історія і вплив

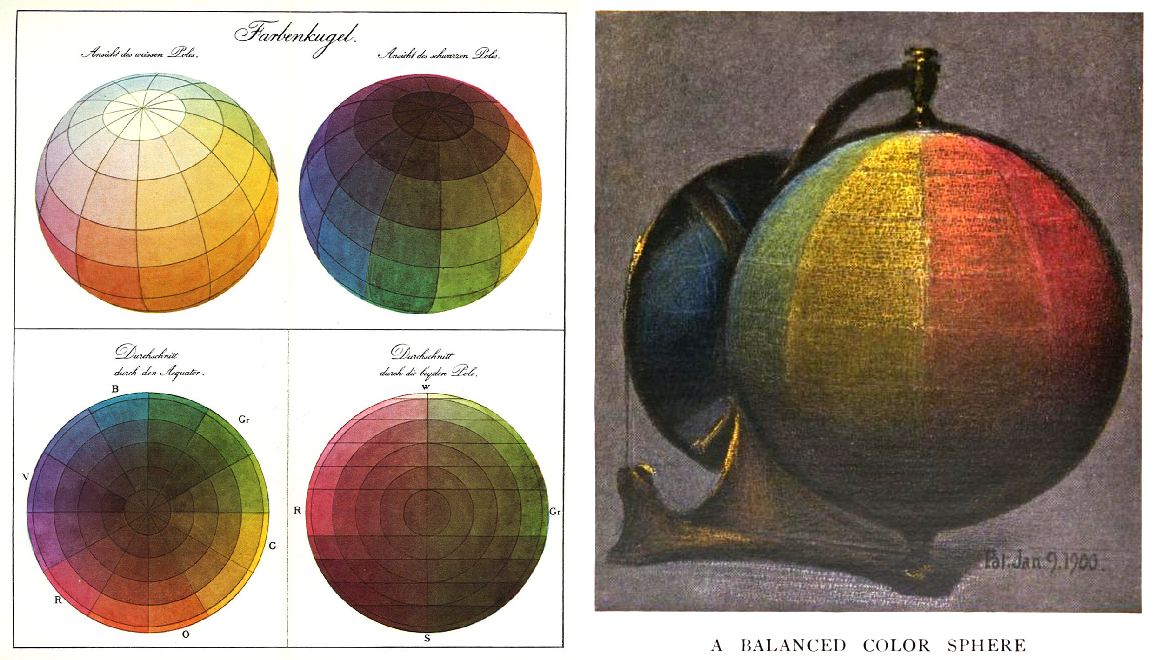
Сфура кольорів(1810)

Ідея використання тривимірного кольорового тіла для представлення всіх кольорів була розроблена протягом 18-го та 19-го століть. Було запропоновано декілька різних форм такого тіла, зокрема: подвійна трикутна піраміда Тобіасом Майєром у 1758 році, одна трикутна піраміда Йоганном Генріхом Ламбертом у 1772 році, сфера Філіпом Отто Рунге у 1810 році, півсфера Мішелем Еженом Шеврелем у 1839 році. , конус Германа фон Гельмгольца в 1860 році, нахилений куб Вільяма Бенсона в 1868 році та похилий подвійний конус Августа Кіршмана в 1895 році. Ці системи поступово вдосконалювалися, і Кіршманн навіть визнав різницю в цінності між яскравими кольорами різних відтінків. Але всі вони залишалися або чисто теоретичними, або стикалися з практичними проблемами в розміщенні всіх кольорів. Крім того, жодна з них не ґрунтувалася на будь-яких суворих наукових вимірюваннях людського зору; до Манселла зв'язок між відтінком, значенням і кольоровістю не був зрозумілий. 
Альберт Манселл, художник і професор мистецтва в Массачусетській нормальній художній школі (нині Массачусетський коледж мистецтва та дизайну або MassArt), хотів створити «раціональний спосіб опису кольору», який би використовував десяткове позначення замість назв кольорів (які, на його думку, були «дурними» та «вводили в оману»), які він міг використати, щоб навчити своїх студентів про колір. Він вперше почав працювати над системою в 1898 році і опублікував її в повному вигляді в A Color Notation в 1905 році. 
Початкове втілення системи (Атлас 1905 року) мало деякі недоліки як фізичне представлення теоретичної системи. Вони були суттєво вдосконалені в Книзі кольорів Манселла 1929 року та завдяки великій серії експериментів, проведених Оптичним товариством Америки в 1940-х роках, у результаті чого були створені нотації (визначення зразків) для сучасної Книги кольорів Манселла. Хоча було винайдено декілька замін системі Манселла, яка ґрунтується на основоположних ідеях Манселла, включно з Уніфікованими кольоровими шкалами Оптичного товариства Америки та колірними моделями CIELAB (L*a*b*) і CIECAM02 Міжнародної комісії з освітлення, система Манселла все ще широко використовується, серед іншого, ANSI для визначення кольору шкіри та кольору волосся для судової патології, USGS для підбору кольору ґрунту, у протезуванні під час вибору кольору зубів для реставрації зубів та пивоварнями для підбору кольору пива. 
Оригінальна кольорова діаграма Манселла залишається корисною для порівняння комп’ютерних моделей кольорового зору людини. 